# Wasserfahren

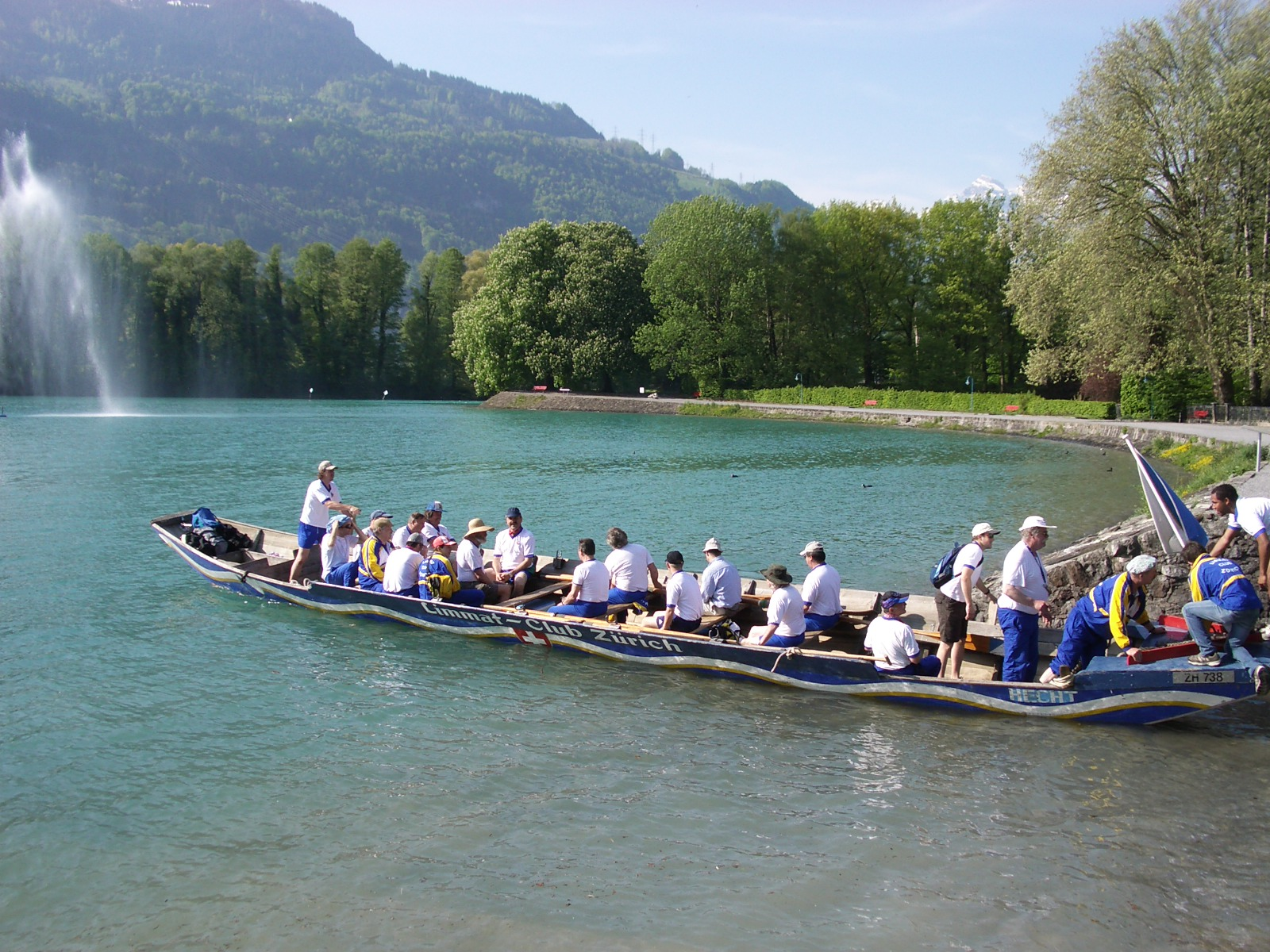
Limmat-Club Zürich, Pfingstfahrt (2008)

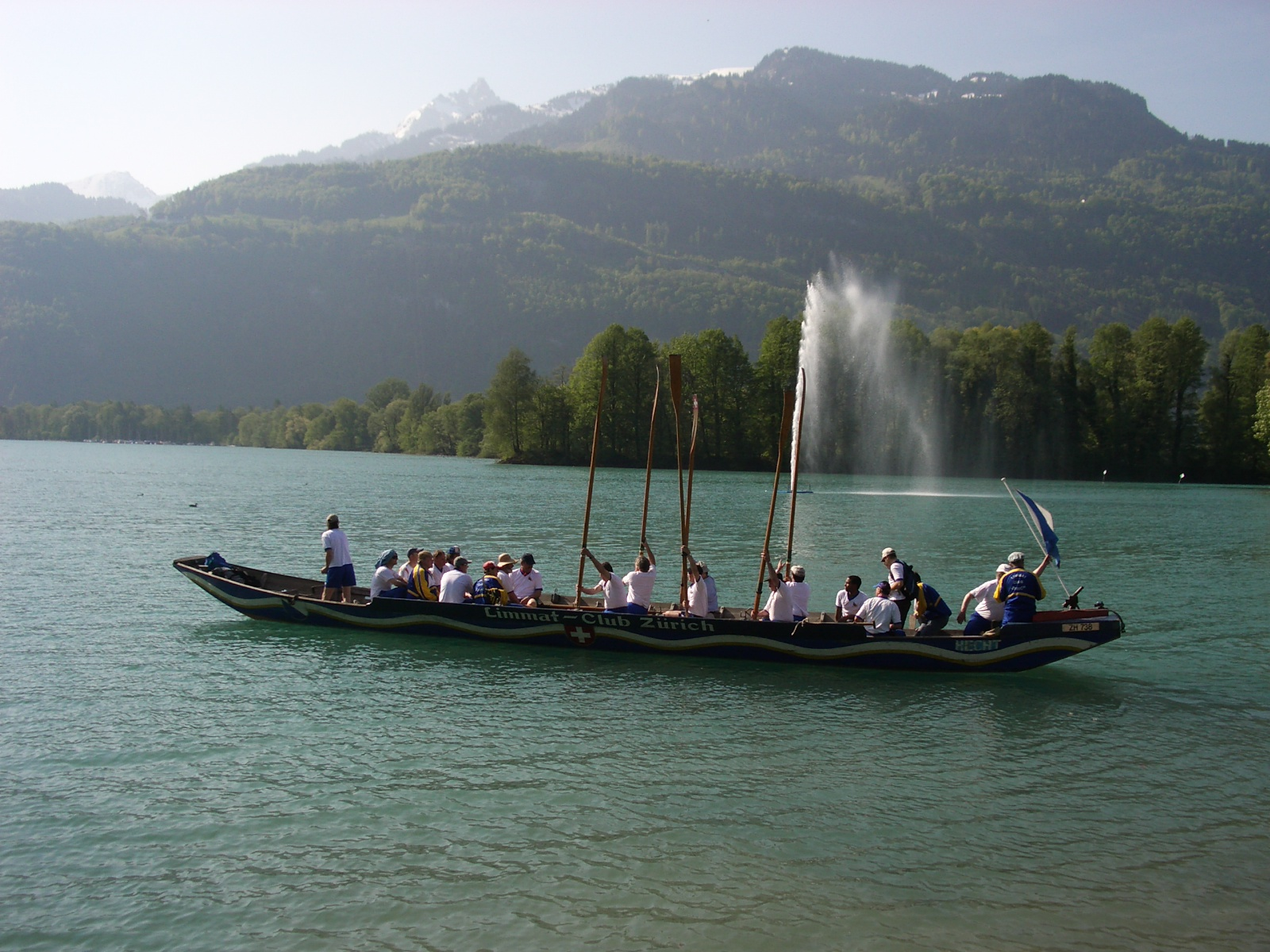
Limmat-Club Zürich, Abfahrt in Weesen

Wasserfahren bzw. „Weidlingfahren“ ist ein Rudersport, der in der Schweiz, dort hauptsächlich in den Regionen Schaffhausen, Bern, Zürich, Aargau und Basel ausgeübt wird. Neben dem Wasserfahren gibt es den Pontoniersport, bei dem hauptsächlich mit „Übersetzbooten“ und Weidlingen auf Flüssen und Seen gerudert und „gestachelt“ bzw. „gestochert“ wird.

## Grundlagen
Zum Wasserfahren benötigt man einen Weidling, ein Ruder, eine Ruderhalterung, den Steckling (auch „Rudernagel“ oder „Leist“) und einen Stachel bzw. eine „Schalte“, einen Holzholmen mit einem Eisenzacken. Mit dem Weidling überquert man Flüsse und/oder benützt sie für Talfahrten bzw. mit dem Stachel für Flussaufwärtsfahrten. Der Weidling wurde früher aus Holz gefertigt, besteht aber heute vorwiegend aus Kunststoff. Ein Weidling ist in der Regel 10 Meter lang und hat ein Gewicht von etwa 320 Kilogramm. Daneben gibt es noch das Langschiff, welches es auf 15 Meter Länge und 1700 Kilogramm Gewicht bringt. Der Weidling entwickelte sich mit den Jahren aus den Jagdschiffen, Nauen oder Fischerbooten (s. Schiffstypen).
Normalerweise besteht die Besatzung aus zwei im Schiff stehenden Männern/Frauen, einem Steuermann hinten im Weidling und einem Vorderfahrer vorne im Boot, welches man Paarfahren nennt. Ein Weidling kann auch nur durch den Steuermann alleine gefahren werden, welches man Einzelfahren nennt. In diesen zwei Fahrarten finden Wettkämpfe statt.
Daneben gibt es auch das Schlagruderfahren mit einer alljährlich in Basel stattfindenden Schlagrudermeisterschaft. Dazu bringt man im Weidling Bänke an und bewegt das Boot mittels galeerenartigem Rudern vorwärts. Beim Weidling sind dies vier Mann und ein Steuermann, beim Langschiff gar acht bis zehn Mann, zwei Steuerleute und ein Taktmann.

## Geschichte

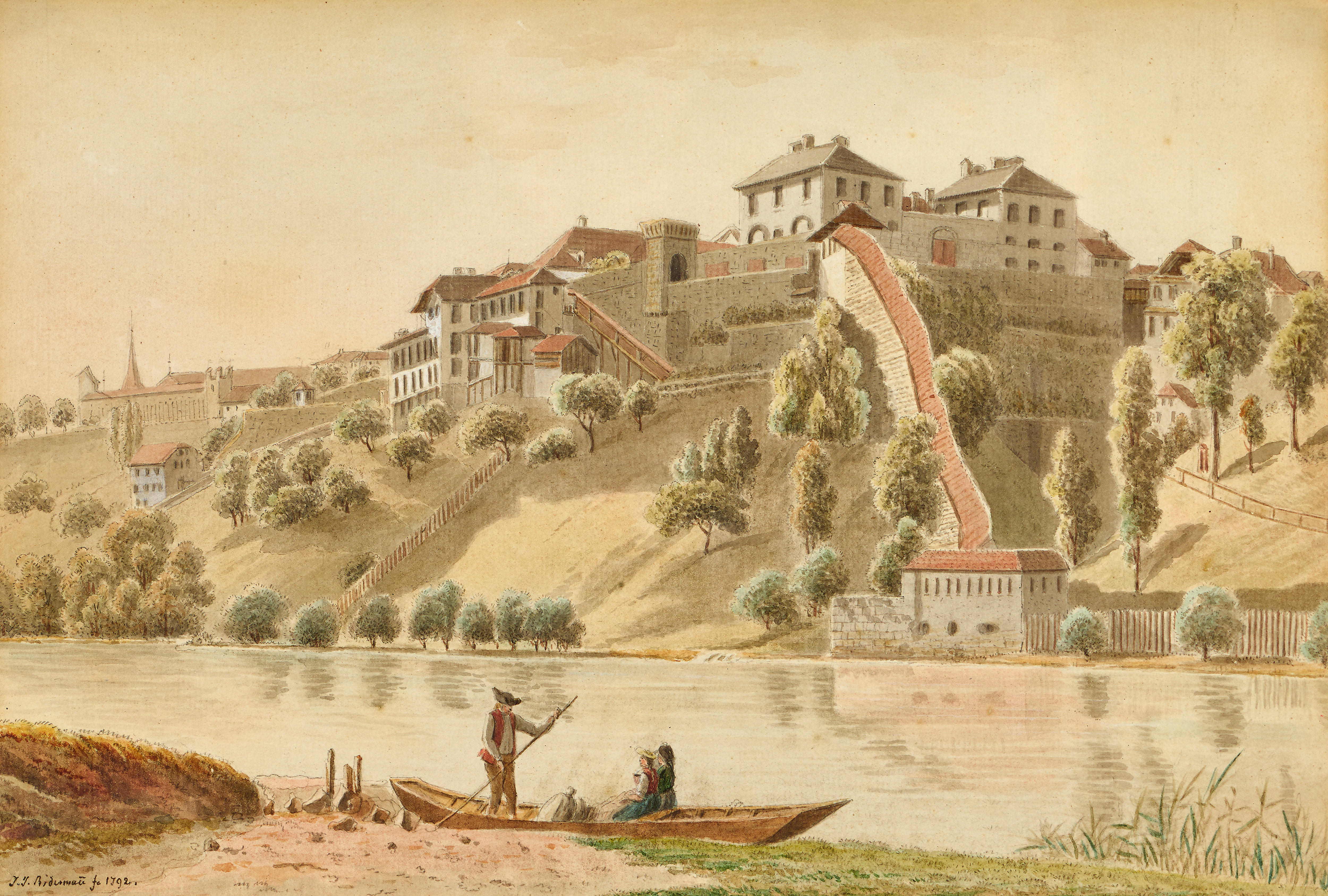
Schiffmann beim Schwellenmätteli in Bern, Aquarell von Johann Jakob Biedermann (1792)

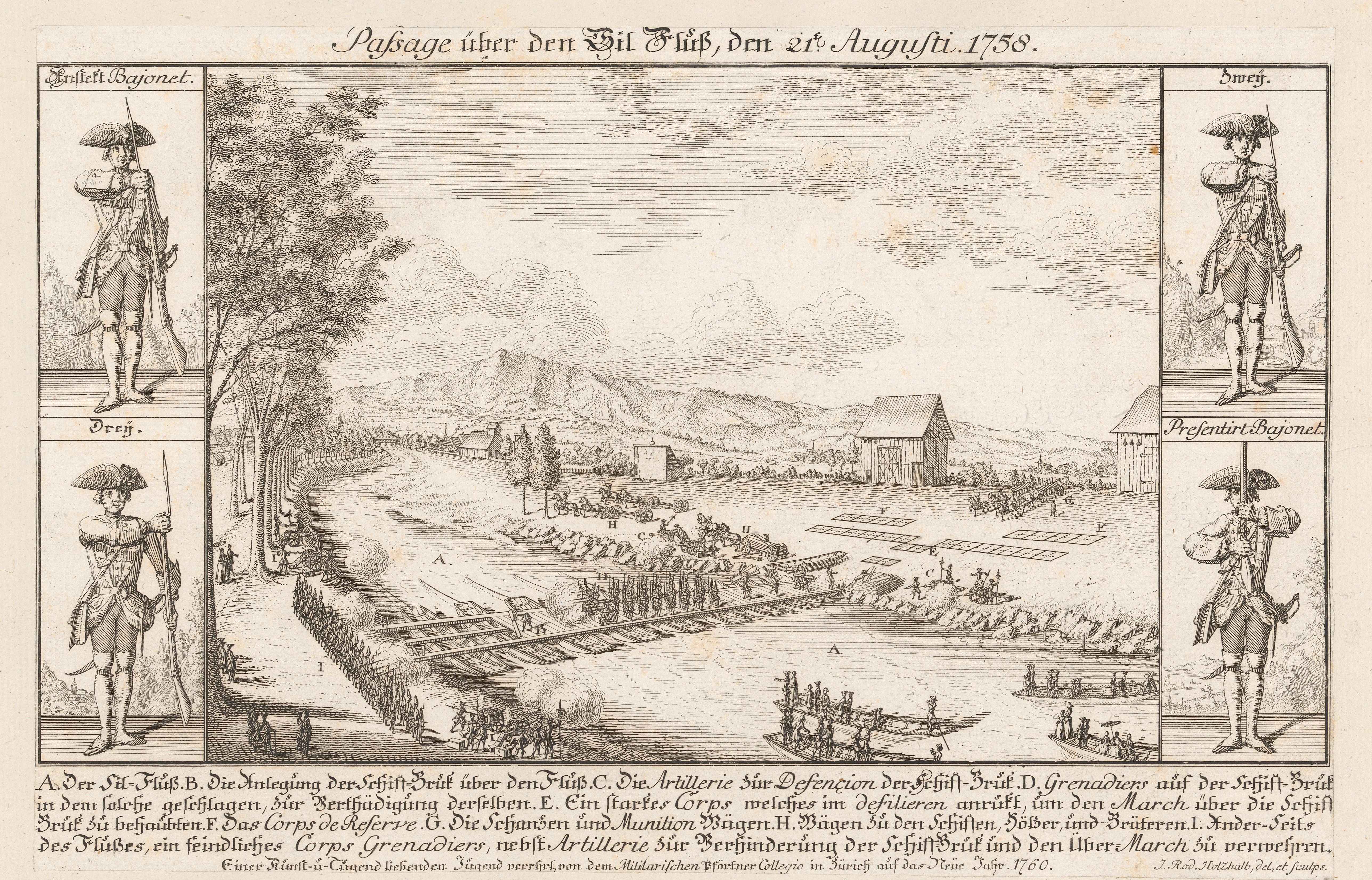
Schiffsbrücke über die Sihl 1758, Radierung von Johann Rudolf Holzhalb (1760)

Das Wasserfahren geht auf die Flösserei zurück, welche auf den schiffbaren Flüssen der Schweiz ab Zürich, Bern und Konstanz ausgeübt wurde. So wurde schon um 1200 diese Art der Fortbewegung in der Koblenzer Zollverordnung erwähnt. 1456 fand zum ersten Mal die „Hirsebreifahrt“ statt. Sie war eine Wette zwischen den Städten Zürich und Strassburg, die beweisen sollte, wie schnell die Zürcher den Elsässern im Kriegsfall zu Hilfe eilen könnten. Die Fischer und die Schiffer organisierten sich in Zünften, in Bern etwa in der Gesellschaft zu Schiffleuten. In Basel dauerte Spätmittelalter eine Lehrzeit als Schiffer bis zu vier Jahre, bevor er in der Zunft aufgenommen wurde.
Nebst dem Ursprung in den Berufen der Flösser, Schiffer und Fischer ist im Zusammenhang mit dem Wasserfahren auch das Pontonierwesen von Bedeutung. Für Bern ist belegbar, dass sich zu Beginn des 18. Jahrhunderts Genietruppen gebildet haben. 1708 befasste sich der Kriegsrat in Bern mit der Beschaffung von Pontons und ging dabei der Frage nach, ob hölzerne oder kupferne vorzuziehen wären. Der Schiffer und Schwellenmeister Schneider (1633–?) reichte schliesslich den ausschlaggebenden Vorschlag ein, eichene Schiffe zu beschaffen. Die Berner Gesellschaft zu Schiffleuten hatte den Befehl, jeweils drei Schiffleute nach Aarau zur Zurüstung der Brücken zu entsenden. Die eidgenössische Tagsatzung bewilligte 1820 die Aufstellung des ersten Pontontrains in der schweizerischen Armee. Die Pontoniere rekrutierte man hauptsächlich in flussnahen Wohngebieten, und nach wie vor in naheliegenden Berufsfeldern wie Schiffer und Fischer.
Für Bern ist um 1860 die Gründung eines Pontoniervereins belegt, der 1876 als Pontonier-Fahrverein der Stadt Bern mit Unterstützung des Eidgenössichen Militärdepartements konsolidiert wurde. In den Pontonier-Fahrvereinen wurden Wettbewerbe im Wasserfahren abgehalten. Diese Vereine umfassten auch Offiziere der Genietruppen und waren politisch eher konservativ eingestellt, weshalb sich nach und nach Wasserfahrvereine abspalteten, die politisch eher links standen. Diese Vereine nannten sich Arbeiter-Wasserfahrvereine und wandten sich von militärisch organisierten Fahrübungen ab.
Sowohl die Pontoniersport-Vereine, als auch die Wasserfahrvereine bilden in vordienstlichen Kursen künftige Pontoniere aus.

## Vereine und Verband

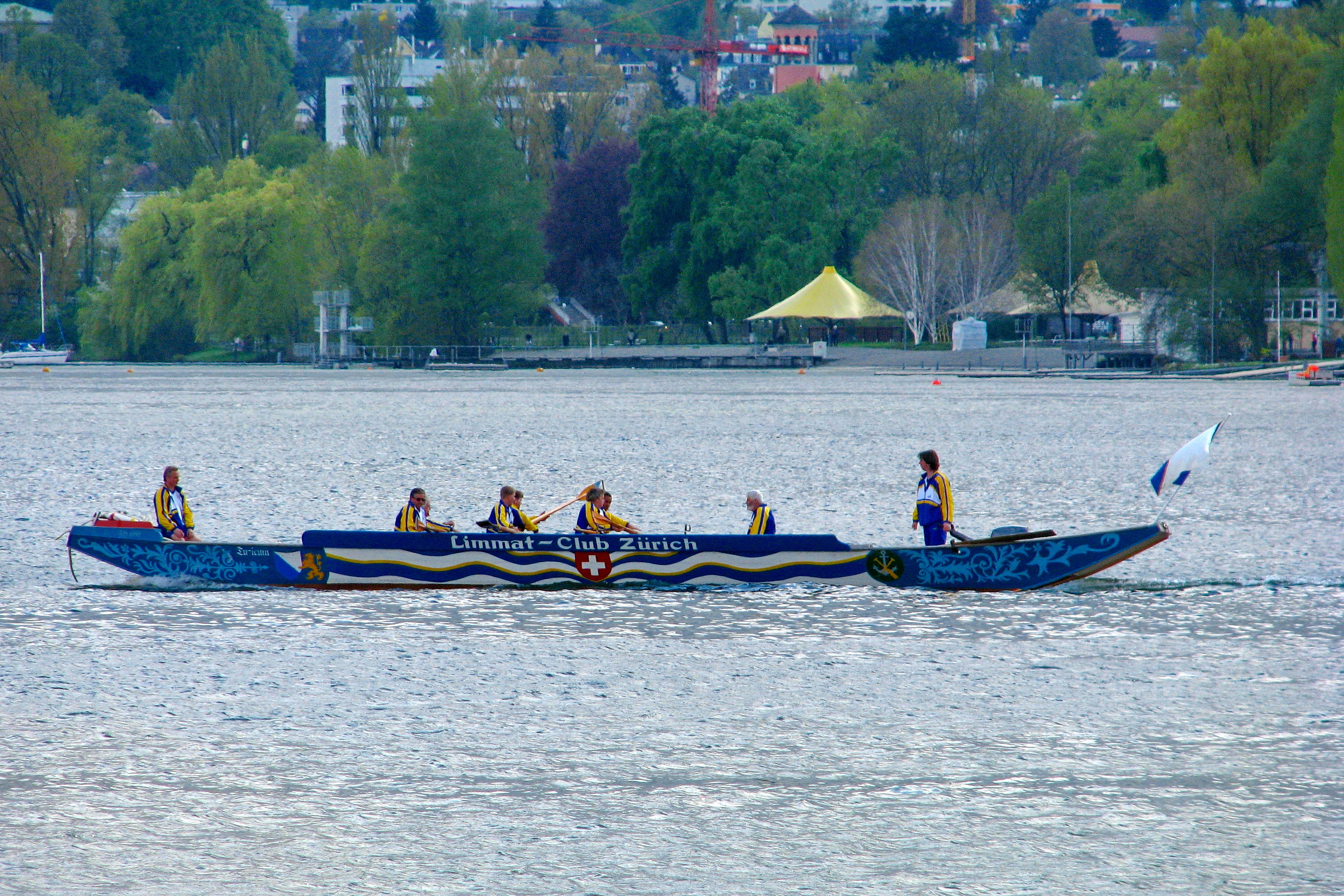
Boot des Limmat Clubs Zürich auf dem Zürichsee (April 2009, im Hintergrund das Strandbad Mythenquai)

In der Schweiz gibt es 29 – im Schweizer Wasserfahrverband (SWV) zusammengeschlossene – Wasserfahrvereine. Dieser Verband gehört auch dem Swiss Olympic an. Daneben gibt es noch den militärischen Schweizerischen Pontonierfahrverband (SPFV). Diese beiden Verbände vereinigen 2000 bis 2500 aktive Wasserfahrer.
Als erster Wasserfahrverein in der Schweiz wurde 1869 der Limmat Club Zürich gegründet; in den Jahren 1876, 1883 und 1884 folgten die Vereine Rhein-Club Rheinfelden, Rhein-Club Basel und Fischer-Club Basel. Der bisher letzte gegründete entspr. schweizerische Verein ist der Wasserfahrverein (WFV) Rupperswil (1977).
Ein Unterverband des Schweizer Wasserfahrverbandes ist der Aargauer Wasserfahrverband. Diesem Kantonalverband gehören die sieben Aargauer Clubs Limmat Club Baden, Nautischer Club Aarburg (NCA), Rhein-Club Rheinfelden, WFV Rupperswil, WFV Ryburg Möhlin, WSC Bremgarten und der WSV Aarau an. An jedem grossen Schweizer Fluss liegt somit mindestens ein Verein aus dem Aargau. Die Aargauer Wasserfahrer treffen sich einmal im Jahr zur Kantonalen Delegiertenversammlung. Ebenso wird jährlich ein Kantonales Wettfahren ausgetragen. Dieses Wettfahren wird im Turnus durch jeden Aargauer Verein organisiert. Der jährliche Jugendtag wird von allen Schülern, Jungfahrern und Junioren besucht. Auch dieser Tag wird im Turnus durch alle Vereine organisiert.
Dank der Öffnung der Vereine auch für „Nichtschiffer und Fischer“ konnten sie bis in die heutige Zeit überleben und nur gerade zwei Vereine wurden aufgelöst.
Neben dem gemütlichen Beisammensein und dem Wettfahren finden auch traditionelle Anlässe wie Fern-, Ferien- oder Talfahrten statt. Die bekannteste Talfahrt ist wohl die „Hirsebreifahrt“ von Zürich nach Strassburg in Frankreich, welche in den Jahren 1456, 1576, 1976, 1986, 1996, 2006 und 2016 stattfand.

## Wettfahrten
Jeder Verein besucht pro Saison sieben bis zehn Wettfahrten, wobei diese von den einzelnen Wasserfahrvereinen selber organisiert werden. Um an diesen Fahrten teilnehmen zu können, muss der Wasserfahrer eine gültige Lizenz des Schweizer Wasserfahrer-Verbands, welche alljährlich erneuert werden muss, oder eine Lizenz der Pontoniere besitzen.